# 呉建雄
もしかして
- 呉健雄

ではありませんか？